# Teatr średniowieczny
Teatr średniowieczny – widowiska religijne (misteria i mirakle), a także świeckie moralitety i farsy wystawiane w średniowieczu w formie nabożeństw (religijne), jak i dla rozweselenia ludu (świeckie).
Teatr średniowieczny wywodzi się od teatru antycznego. Jego elementy zachowały się i przeniknęły do średniowiecza, w uroczystościach dworskich i kościelnych, oraz turniejach rycerskich, a także – przede wszystkim – w ludowej tradycji podtrzymywanej przez wędrownych sztukmistrzów, rybałtów czy minstreli. Ich twórczość dała początek formie intermediów.
Teatr średniowieczny przybliżał wydarzenia biblijne i prawdy wiary ludziom, którzy nie potrafili czytać. Najważniejszą formą teatru średniowiecznego było misterium.
Misteria były wystawiane na Wielkanoc i dotyczyły męki oraz zmartwychwstania Jezusa Chrystusa. Postacie kobiece grali mężczyźni. Początkowo posługiwano się wyłącznie tekstem z Pisma Świętego, później zaczęto dodawać inne teksty. Z czasem wykształciły się również jasełka i przedstawienia związane z innymi ważnymi świętami chrześcijańskimi. Zaczęto do nich dodawać również sceny zabawne, tak powstały moralitety, czyli poważno-komediowe przedstawienia mające na celu ukazać ludzkie grzechy i błędy, oraz zmotywować człowieka do poprawy. Często wykorzystywano motyw everymana, czyli człowieka przedstawiającego typowe cechy danej grupy społecznej.